# Termas da Água Santa
As Termas da Água Santa são piscinas naturais num local chamado de Água Santa, local de banhos na Ribeira do Vascão, provido de águas sulfúreas que se notabilizaram pela cura de algumas doenças de pele, situando-se próximo da aldeia de Clarines, na Freguesia de Giões.
Num texto do ICS da Universidade de Lisboa é referido que as Águas Santas do Vascão se localizam na Freguesia de Espírito Santo, no Município de Mértola.
Durante grande parte do ano, o rio Vascão, com nascente na serra do Caldeirão, e como os demais destaa serra, estão secos e resumem-se a alguns açudes. Mas após um período de chuvas formam-se piscinas naturais que originam um impacto considerável ao nível da fauna e da flora sendo por isso propícia ao aparecimento de espécies interessantes.
Um roteiro desdobrável turístico, feito 1951, sobre Alcoutim com pequeno texto histórico, dados gerais sobre o concelho, plano da localidade e mapa (44,5 x 65,5 cm), publicado por Rotep Lda., Porto referiu-se ao local como Termas de Clarines.